# Galeão Caligráfico (Metropolitan Museum of Art)

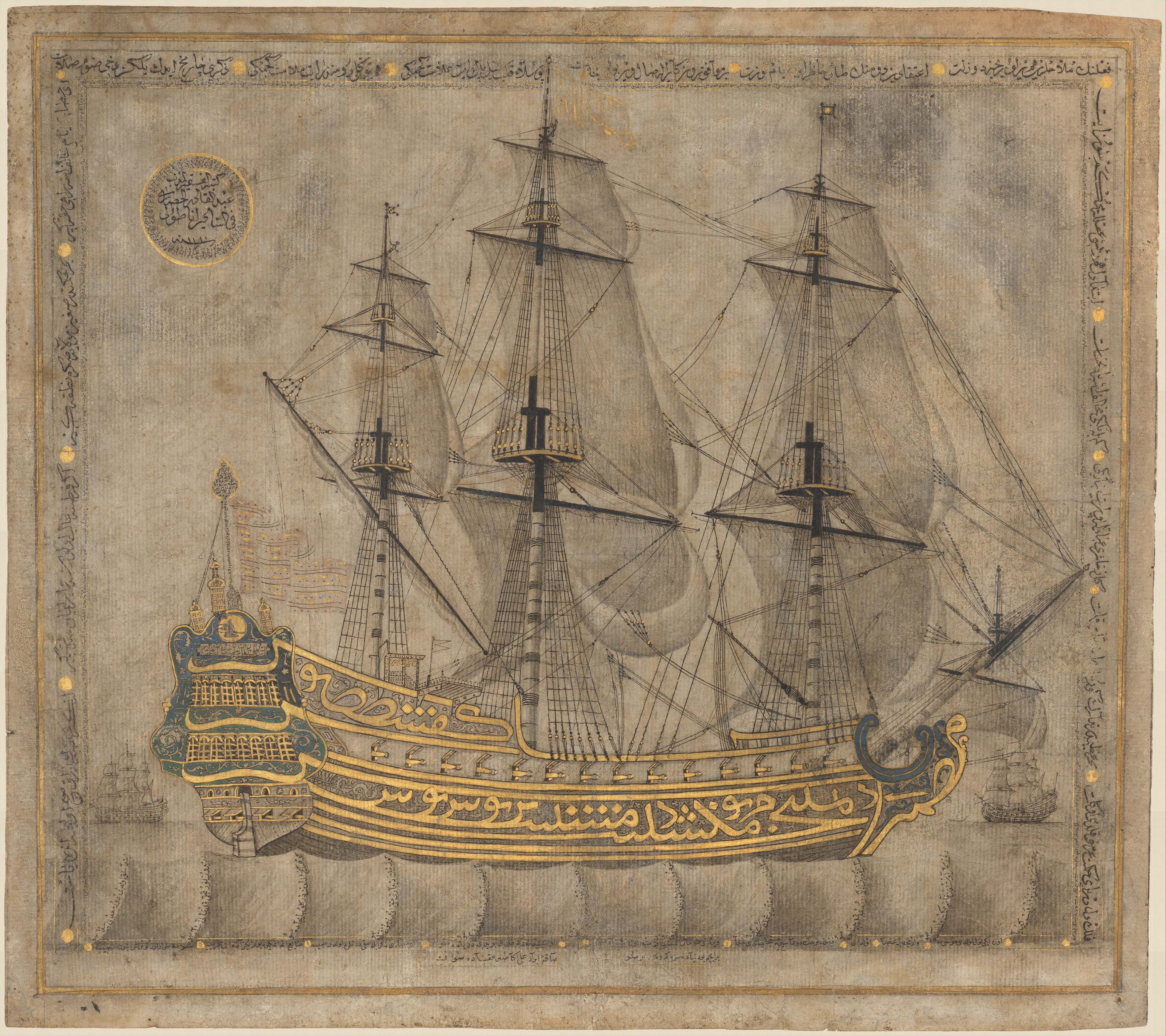
O Galeão

O Metropolitan Museum of Art tem em sua colecção um exemplo de caligrafia islâmica datando de meados do século XVIII. Atribuída a um calígrafo do Império Otomano, a obra retrata um navio da Marinha Otomana. O navio está inscrito com os nomes dos Sete Adormecidos de Éfeso, um grupo de homens que estavam protegidos pelo Deus Abraâmico, susceptíveis de conferir uma bênção de protecção do navio.

## Descrição

### Antecedente
A Caligrafia teve uma longa e célebre história no Mundo Islâmico. Enquanto esta forma de arte foi mais comummente reservada para a escrita ou inscrições, algumas obras de arte foram inteiramente feitas usando a caligrafia. Conhecidas como "caligráficos", estas imagens exibiam uma série de assuntos. Um tema em concreto foi a navegação, com caligráficos de navios, sendo algo especialmente popular no Império Otomano. Alguns praticantes do sufismo anexaram um grau de importância mística destas obras de arte, que foram exibidas dentro do ritual de espaços. Uma semelhante forma de arte —Escrita Pictórica— também foi predominante na Pérsia.

### Galeão Caligráfico
O Galeão do Met é feito em tinta-e-ouro no papel. A imagem desenhada de um navio neste caligráfico é um Galeão, um grande navio de guerra muito usado pelos impérios espanhóis e portugueses durante a idade de ouro da navegação e da globalização através dos descobrimentos. Devido à Marinha Otomana frequentemente encontrar os grandes navios espanhóis no Mediterrâneo, a marinha do império começou a construiu um grande número de galeões para combater a ameaça espanhola. Assim, o caligráfico do Met provavelmente foi criado em homenagem ao início do funcionamento dos novos galeões para a Marinha Otomana. Um exemplo de um caligráfico semelhante, representando um navio século XVII, está na coleção do Museu do Palácio Topkapi, em Istambul.
O criador do caligráfico inscreveu caracteres que representam a história dos Sete Dormentes (Ashab al-Kahf, em árabe), um grupo de sete homens aos quais foi dado refúgio em uma caverna por Deus; tem sido postulado que tal inscrição trabalhada foi concebida para proteger o navio de danos, assim como Deus protegeu os sete dormentes. Além disso, a Marinha Otomana foi dedicada aos Sete Dormentes, cujos nomes podem ser vistos no casco e convés do galeão.